# Congreso Constituyente de México de 1856
Congreso Constituyente de 1856 fue un órgano electo para la redacción de la Constitución de México. Fue convocado el 16 de octubre de 1855 por Juan Álvarez y sus sesiones se llevaron a cabo del 18 de febrero de 1856 al 5 de febrero de 1857, esta última siendo la fecha en que se promulgó la Constitución Política de la República Mexicana de 1857. La convocatoria del Constituyente tuvo su antecedente directo en el Plan de Ayutla, el cual, además de desconocer el gobierno de Antonio López de Santa Anna, planteó la convocatoria de un congreso extraordinario que permitiera el establecimiento de una república democrática como forma de gobierno.

## Formación del Congreso
Estuvo formado por una mayoría de liberales moderados, un activo grupo de diputados liberales y otros conservadores.
La Comisión redactora del Nuevo Proyecto de Constitución estuvo integrado por:
- Julio Salvador (liberal, Presidente del Congreso y de la Comisión redactora).
- Joaquín Cardoso (liberal).
- José María Cortés y Esparza (liberal moderado).
- Pedro Escudero y Echánove (liberal moderado).
- León Guzmán (liberal, vicepresidente de la Comisión redactora).
- José María Mata (liberal).
- Isidoro Olvera (liberal, secretario de la Comisiónredactora).

El texto de la Constitución de 1857 no satisfacía prácticamente a nadie y los conservadores la rechazaron por irreligiosa e inmoral, y por estar plagada de principios filosóficos abstractos, ajenos al pueblo mexicano.
El Congreso Constituyente se reunió del 18 de febrero de 1856 al y para el 5 de febrero de 1857 sería promulgada. El Constituyente trabajó con la intención de reconocer plenamente los Derechos del Hombre dentro del Texto Constitucional como lo consigna Emilio O. Rabasa en su obra “El pensamiento político del Constituyente de 1856 – 1857” de la siguiente manera:

La Comisión conoció que un deber imperioso y sagrado le demandaba una declaración de los derechos del hombre y ha procurado satisfacer a esta exigencia en el título primero”, declaro Arriaga en la parte expositiva de su presentación. ......, el capítulo de los derechos humanos fue tomado de la declaración francesa de los Derechos del Hombre y del Ciudadano, del Bill of Rights norteamericano, algo de la Constitución de Cádiz y lo disperso de la Constitución de 1824. Extrañamente no se mencionó el Decreto de Apatzingán de 1814, el que había dedicado todo un capítulo –el V-, a la igualdad, seguridad, propiedad y libertad de los ciudadanos.

Con el triunfo de la revolución de Ayutla, llegó al poder una nueva generación de liberales. Entre ellos, Benito Juárez, Melchor Ocampo, Ignacio Ramírez, Miguel Lerdo de Tejada y Guillermo Prieto. Una junta nombró presidente a Ignacio Comonfort. También convocó a un Congreso que trabajaría en una nueva constitución. El equipo de Comonfort preparó algunas leyes que promovieron cambios importantes. El propósito principal de las Leyes de Reforma era separar la Iglesia y el Estado.
El artículo 3° consagró la libertad de enseñanza, además de acotar la necesidad de reglamentar las profesiones que necesitan de título para su ejercicio, para evitar el ejercicio indebido o la usurpación de profesiones.
La corriente liberal sentó las bases de la separación entre la escuela y la iglesia, así la libertad de enseñanza proclamada en la constitución de 1857 rompió con el monopolio que el clero ejercía en el plano educativo para abrir paso a escuelas laicas y la construcción sistema educativo público. El laicismo, principio elemental que salvaguarda la autonomía de las actividades humanos, que debe mantenerse en la escuela y la sociedad, sugiere que en la enseñanza pública no debe incorporarse la enseñanza o práctica de culto alguno. En una sociedad global el laicismo debe superar cualquier posición beligerante en torno a las creencias religiosas pero está obligado también a mantener una convicción firme en la defensa del conocimiento científico y del respeto a quienes no profesan ninguna religión. El conocimiento de la época requiere que en igualdad de circunstancias se exponga ante los alumnos el mapa religioso, antiguo y actual, y que cada una de esas opciones sea tratada con respeto y objetividad. El laicismo implica afirmaciones más que negaciones, inclusiones más que exclusiones, su base es clara: la educación debe estar sustentada en los resultados del conocimiento científico y en el resguardo de los valores democráticos y éticos que comparte la humanidad.
La Constitución de 1857 se convirtió en la máxima ley que regiría sobre los destinos del país; ninguna otra ley podría estar por encima de ella.

## Miembros
Algunos miembros fueron:
Liberales:
- Pedro Baranda
- Santos Degollado
- Benito Gómez Farías
- Valentín Gómez Farías
- Guillermo Prieto
- Ignacio Ramírez
- Manuel Romero Rubio
- Ignacio Luis Vallarta
- Francisco Zarco
- José Emparán
- Justino Fernández Mondoño
- Ignacio Mariscal
- José María Lafragua
- Luis de la Rosa
- Ponciano Arriaga
- Joaquín Cardoso
- León Guzmán
- José María Mata
- Isidro Olvera
- Basilio Pérez Gallardo
- José María Cortés y Esparza
- Pedro Escudero y Echánove

Conservadores
- Antonio Aguado
- Mariano Arizcorreta
- Marcelino Castañeda

## Integración
| Estado / Territorio       | Diputado                       | Suplente                      |
| ------------------------- | ------------------------------ | ----------------------------- |
| Aguascalientes            | Bernardo Couto                 | Manuel Buenrostro             |
| Aguascalientes            | José María Barros              | Vicente Romero                |
| Baja California, Terr. de | Manuel Márquez de León         | Mateo Ramírez                 |
| Chiapas                   | Francisco Robles               | José Antonio Velasco          |
| Chiapas                   | Juan Clímaco Corzo             | José Gabriel Suasnavar        |
| Chiapas                   | Matías Castellanos             | José Eusebio Gutiérrez        |
| Chihuahua                 | José Eligio Muñoz              | José Salazar Ilarregui        |
| Chihuahua                 | Pedro Ignacio Irigoyen         | Ángel Trías                   |
| Chihuahua                 | Alejo García Conde             | José Antonio Mucharraz        |
| Coahuila                  | José María Viesca Montes       | Simón de la Garza y Melo      |
| Coahuila                  | Miguel Blanco                  | Simón Blanco                  |
| Coahuila                  | Juan Antonio de la Fuente      | Francisco de Paula Ramos      |
| Colima                    | Juan Bautista Ceballos         | Anastacio Brizuela            |
| Durango                   | Marcelino Castañeda            | León Ortigosa                 |
| Durango                   | Francisco G. del Palacio       | Guadalupe Arriola             |
| Distrito Federal          | Melchor Ocampo                 | José María Castillo Velasco   |
| Distrito Federal          | Ponciano Arriaga               | Isidoro Olvera                |
| Distrito Federal          | Francisco de Paula Cendejas    | Manuel Morales Puente         |
| Distrito Federal          | José María del Río             | Francisco Lazo Estrada        |
| Distrito Federal          | Miguel Buenrostro              | Ignacio Peña y Barragán       |
| Guanajuato                | Ignacio Sierra                 | José María Cortés y Esparza   |
| Guanajuato                | Antonio Lemus                  | Rafael del Río                |
| Guanajuato                | Vicente López                  | Crescencio Rangel             |
| Guanajuato                | Lorenzo Arellano               | Onofre Villaseñor             |
| Guanajuato                | José de la Luz Rosas           | Blas Balcárcel                |
| Guanajuato                | Juan Morales Ayala             | Vicente Méndez                |
| Guanajuato                | Francisco Guerrero             | Ignacio Cuevas                |
| Guanajuato                | Antonio Aguado                 | Francisco Leal                |
| Guanajuato                | José María Cortés y Esparza    | Benito Herrera                |
| Guanajuato                | Francisco Montañéz             | José María Izquierdo          |
| Guerrero                  | Francisco Ibarra               | Mariano Riva Palacio          |
| Guerrero                  | Ponciano Arriaga               | Ignacio Muñoz Campuzano       |
| Guerrero                  | Francisco de Paula Cendejas    | Mariano Arizcorreta           |
| Guerrero                  | Isidoro Olvera                 | Eligio Romero                 |
| Guerrero                  | Rafael Jaquez                  | Manuel Gener                  |
| Isla del Carmen           | Nicolás Dorantes y Ávila       | José del R. Gil               |
| Jalisco                   | Ponciano Arriaga               | Guillermo Prieto              |
| Jalisco                   | Joaquín Angulo                 | Benito Gómez Farías           |
| Jalisco                   | Pedro Ogazón                   | Jesús Rojas                   |
| Jalisco                   | José Ignacio Herrera           | Julián Herrera                |
| Jalisco                   | Ignacio Herrera y Cairó        | Isidoro Olvera                |
| Jalisco                   | Jesús Camarena                 | Ramón R. de la Vega           |
| Jalisco                   | Espiridión Moreno              | Ignacio Ochoa Sánchez         |
| Jalisco                   | Mariano Torres Aranda          | Guillermo Langlois            |
| Jalisco                   | Anastasio Cañedo               | Joaquín María Degollado       |
| Jalisco                   | Jesús Anaya Hermosillo         | Juan J. Bolaños               |
| Jalisco                   | Valentín Gómez Farías          | José María Villalobos         |
| Jalisco                   | Sabás Sánchez Hidalgo          | José María Hernández          |
| Jalisco                   | Albino Aranda                  | José María Romero             |
| Jalisco                   | Ignacio Luis Vallarta          | Juan Genaro Robles            |
| Jalisco                   | Juan C. Fontán                 | Juan de Dios Robles Martínez  |
| Jalisco                   | Ignacio Ramírez                | Regino Mora                   |
| México                    | Mariano Arizcorreta            | Prisciliano Díaz González     |
| México                    | Valentín Gómez Farías          | Benito Gómez Farías           |
| México                    | José María Romero Díaz         | Leocadio López                |
| México                    | León Guzmán                    | Vicente Riva Palacio          |
| México                    | Melchor Ocampo                 | Luis Velásquez                |
| México                    | Isidoro Olvera                 | Francisco Fernández de Alfaro |
| México                    | Ponciano Arriaga               | Sabás Iturbide                |
| México                    | Diego Álvarez                  | Rafael María Villagrán        |
| México                    | Antonio Escudero               | Esteban Coronado              |
| México                    | Fernando García y Caballero    | José María Luca y Borja       |
| México                    | Guillermo Prieto               | Eulogio Barrera               |
| México                    | Francisco Modesto de Olaguíbel | Manuel Saavedra y Marvón      |
| México                    | José Luis Revilla              | Joaquín Degollado             |
| México                    | Julián Estrada                 | Manuel Romero Rubio           |
| México                    | Manuel Fernando Soto           | Antonio Atilano Guerrero      |
| México                    | Ignacio Peña y Barragán        | Manuel Peña y Ramírez         |
| México                    | Estévan Páez                   | Faustino Galicia Chimalpopoca |
| México                    | Justino Fernández Mondoño      | José María Mata               |
| México                    | Valentín Gómez Tagle           | Francisco P. Calderón         |

## Comisiones
| Gobernación                                                                       | Relaciones                                                               | Hacienda                                                                 | Crédito público                                                                |
| --------------------------------------------------------------------------------- | ------------------------------------------------------------------------ | ------------------------------------------------------------------------ | ------------------------------------------------------------------------------ |
| Mariano Riva Palacio Ignacio Herrera José María Barros Antonio Martínez de Castro | Mariano Yáñez José María Castillo Velasco Francisco Zarco Ignacio Sierra | Guillermo Prieto Pedro Escudero y Echánove Ponciano Arriaga Mateo Echaiz | Marcelino Castañeda Cayetano Navarro José María Castañares Benito Gómez Farías |